# La Souterraine

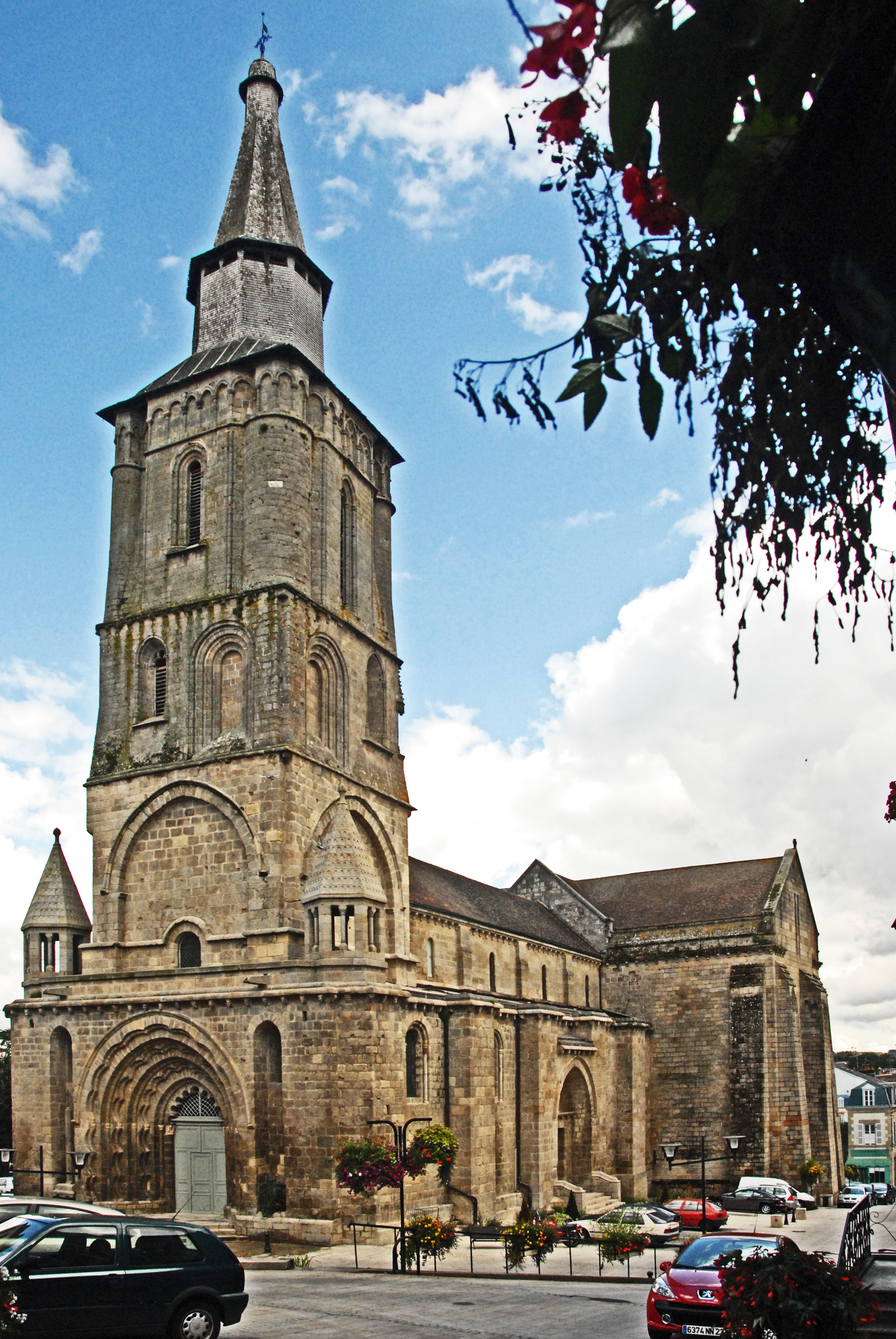
Kościół Matki Bożej w La Souterraine (2009)

La Souterraine – miejscowość i gmina we Francji, w regionie Nowa Akwitania, w departamencie Creuse.
Według danych na rok 1990 gminę zamieszkiwało 5459 osób, a gęstość zaludnienia wynosiła 147 osób/km² (wśród 747 gmin Limousin La Souterraine plasuje się na 14. miejscu pod względem liczby ludności, natomiast pod względem powierzchni na miejscu 101.).

## Populacja

Populacja La Souterraine w latach 1962–2008